# Gustave van Havre
Gustave Charles Antoine Marie ridder van Havre (Antwerpen, 5 maart 1817 - Wijnegem, 23 januari 1892) was een Belgisch politicus voor de liberale Partij.

## Levensloop
Gustave Van Havre was een zoon van Constantin Van Havre en van Catherine della Faille. Hij trouwde achtereenvolgens met Hortense de Knyff (1818-1842) en met Gabrielle de Knyff (1826-1852). Uit het eerste huwelijk werd een zoon geboren, Albert Van Havre (1842-1904).
In Wijnegem was hij gemeenteraadslid vanaf 1846 en burgemeester van 1848 tot aan zijn dood. Van 1850 tot 1859 was hij ook provincieraadslid.
In 1859 werd hij verkozen tot liberaal senator voor het arrondissement Antwerpen en vervulde dit mandaat tot in 1862. In 1878 werd hij opnieuw verkozen en bleef senator tot in 1884.
Van Havre was ook:
- lid van de landbouwcommissie voor de provincie Antwerpen,
- lid van de inspectiecommissie voor de Bedelaarskolonies in Hoogstraten en Merksplas,
- voorzitter van de Vereniging van bibliofielen van Antwerpen,
- lid van de raad van bestuur van het Museum Plantin-Moretus,
- corresponderend lid van de Koninklijke Commissie voor Monumenten en Landschappen.

Van Havre bezat eveneens een grote bibliotheek die na zijn overlijden op de markt kwam; een deel daarvan kwam in handen van de Nederlander Six van Vromade.
- Gemeinsame Normdatei: 1021858544
- International Standard Name Identifier: 0000 0000 7973 0591
- Library of Congress Control Number: n83013585
- Nederlandse Thesaurus van Auteursnamen: 067684351
- Système universitaire de documentation: 083759921
- Virtual International Authority File: 32362095
- WorldCat: E39PBJdGM7RkwjYXQ39vFYFVG3